# Samuel Christian Lappenberg
Samuel Christian Lappenberg (* 17. August 1720 in Bremen; † 15. August 1788 in Lesum) war ein deutscher Theologe und Historiker.

## Biografie
Lappenberg war der Sohn des Verdener Dompastors Johann Diedrich Lappenberg. Er besuchte Domschule und Athenaeum in Bremen. Ab 1739 studierte er in Göttingen. 1747 wurde er Subrektor am Athenaeum. 1848 gründete er die Bremische Deutsche Gesellschaft, die im Gewerbehaus residierte und sich für Literatur, Geschichte und Volkskunde einsetzte. 1754 wurde er Pastor in Hammelwörden (heute Ortsteil von Wischhafen im Landkreis Stade). 1759 übernahm er ein Pastorenamt in Lesum. Er war Mitarbeiter der teutschen Bibliothek. Für sie schrieb er theologische Werke und ein Werk zu Geschichte vom Herzogthum Bremen (ab 1256) und ein Werk zur Geschichte der Reformation im Erzstift Bremen. Weiterhin verfasste er Kirchenlieder, Erzählungen und wissenschaftliche Abhandlungen.
Der Hamburger Historiker Johann Martin Lappenberg war sein Enkel.